# Thalia-Maler
Der Thalia-Maler war ein griechischer Vasenmaler, der gegen Ende des 6. Jahrhunderts v. Chr. in Athen tätig war.
Der Thalia-Maler gehörte zu den relativ frühen Malern rotfiguriger Schalen. Seine Schaffenszeit wird etwa in den Zeitraum 530 bis 520 beziehungsweise 510 v. Chr. angesetzt. Der Name des Thalia-Malers ist nicht überliefert, weshalb ihn John D. Beazley, der seine künstlerische Handschrift innerhalb des großen überlieferten Korpus antiker bemalter Keramik erkannt und definiert hat, mit einem Notnamen unterscheidbar gemacht hat. Diesen Notnamen erhielt er nach seiner Namenvase in der Antikensammlung Berlin. Sie gilt als seine beste Arbeit und zeigt im Tondo (Innenbild) der Schale eine Orgie zweier Männer und zweier Hetären. Mehrere seiner Bilder finden sich auf vom Töpfer Kachrylion signierten Schalen, zudem arbeitete er mit dem Meistermaler Oltos zusammen. Der Thalia-Maler selbst gilt in seiner Bedeutung als bestenfalls zweitrangiger Maler. Seine qualitativen Fähigkeiten werden in der Forschung unterschiedlich bewertet. So sieht John Boardman in ihm einen guten Künstler, während Martin Robertson abgesehen von der Berliner Vase das Werk das Malers als eher armselig klassifiziert. Auf der Berliner Schale lässt der Thalia-Maler auch besondere Sorgfalt walten und gestaltet etwa die Haarlocken seiner Figuren in reliefierter Form, sie setzen sich also vom glatten Schalenboden ab. Auch experimentiert er hier mit ungewöhnlichen Figurenanordnungen. Beazley bringt dieses beste Werke des Malers gar in die künstlerische Nähe der Werke des Euphronios, der gemeinsam mit seinen Mitstreitern der Pioniergruppe zu dieser Zeit auf größeren Vasen die Möglichkeiten des noch neuen Stils auslotete.
Vom lange Zeit nur von einer einzigen, aber herausragenden Vase in Berlin bekannten Vasenmaler Peithinos wurde lange Zeit später eine zweite fragmentierte, signierte Schale gefunden, die in ihrer Gestaltung sehr an den Thalia-Maler erinnert. Dabei konstatierte John D. Beazley, dass er ohne die Signatur keine Verbindung zwischen beiden Werken des Peithinos hergestellt hätte. Dennoch hatte er schon in seiner 1942 erschienenen ersten Auflage seiner Attic Red-Figure Vase-Painters eine Verbindung der damals einzelnen bekannten Peithinos-Schale mit einigen Werken des Thalia-Malers festgestellt. Dennoch sah er davon ab, beide als eine Malerpersönlichkeit zu definieren. Dass der Thalia-Maler und Peithinos identisch sind, ist dennoch möglich.